# Савоя-Брес
Савоя-Брес (на италиански: Savoia-Bresse) е клон на Савойската династия, чрез който е продължена династията на Савойските херцози, започвайки от 1496 г. с Филип II, граф на Брес. 
Предишният клон (наречен херцогски) изчезва с Карл II Йоан Амадей, 6-и херцог на Савоя, чийто баща Карл I, 5-и херцог на Савоя, е племенник, по съребрена линия, на Филип II. След като Карл II умира през 1496 г. на 8-годишна възраст, по време на регентството в негово име на майка му Бианка Монфератска, и никой от братята на баща му не е жив, се връщат при починалия му дядо му Амадей IX, 3-ти херцог на Савоя, като така се стига до брата на дядо му – Филип II (* 5 февруари 1438 или 15 ноември 1443 † 7 ноември 1497), граф на Брес. 
Този клон изчезва през 1831 г. със смъртта на Карл Феликс Савойски (* 6 април 1765, † 27 април 1831), крал на Сардиния, и потомците преминат към клона Савоя-Каринян с Карл Алберт Савойски-Каринян (* 2 октомври 1798, † 28 юли 1849), шести принц на Кариняно и след това крал на Сардиния.